# FC Chindia Târgoviște
Asociația Fotbal Club Chindia Târgoviște, cunoscut sub numele de Chindia Târgoviște, pe scurt Chindia, este un club profesionist de fotbal din Târgoviște, județul Dâmbovița, România, care evoluează în prezent în Liga a II-a.
Fondat pe 11 august 2010 de fostul fotbalist român, Gheorghe Popescu, în asociere cu fostul arbitru internațional, Ion Crăciunescu, și Municipiul Târgoviște, FC Chindia a dorit să fie din primii ani un proiect pe termen lung, un model de profesionalism și un club de fotbal viabil pentru oraș.
Clubul a fost numit după Turnul Chindia, un turn construit pe vremea prințului Vlad Țepeș, situat lângă stadion și parte a ansamblului de monumente Curtea Domnească. Monumentul este un simbol al orașului și al fenomenului fotbalistic, echipa fiind de cele mai multe ori asociată cu acesta, fie prin numele său (Chindia), fie atunci când echipa este denumită generic „echipa de lângă Turnul Chindiei”. 
Chiar dacă nu este clubul original al orașului și nu deține palmaresul vechii echipe  (FCM Târgoviște), clubul se bucură de sprijinul fanilor locali, care îl consideră a fi principalul club al orașului și succesorul (cel puțin sentimental) al istoriei fotbalului sub Turnul Chindia, o istorie care începe demult, în 1948. Cu toate acestea, pe lângă contribuția fanilor, clubul propriu-zis are și câteva elemente care îl leagă de clubul original, precum culorile (roșu și albastru), numele „Chindia”, folosit și de primul club între 1996 și 2003 (nume care este cel mai iubit de fani) și sigla, care este de fapt sigla folosită în aceeași perioadă, menționând că vechiul text C.F. Chindia a fost înlocuit cu unul nou, adecvat numelui noului club A.F.C. Chindia.

## Istoric

### Primii ani (2010-2019)

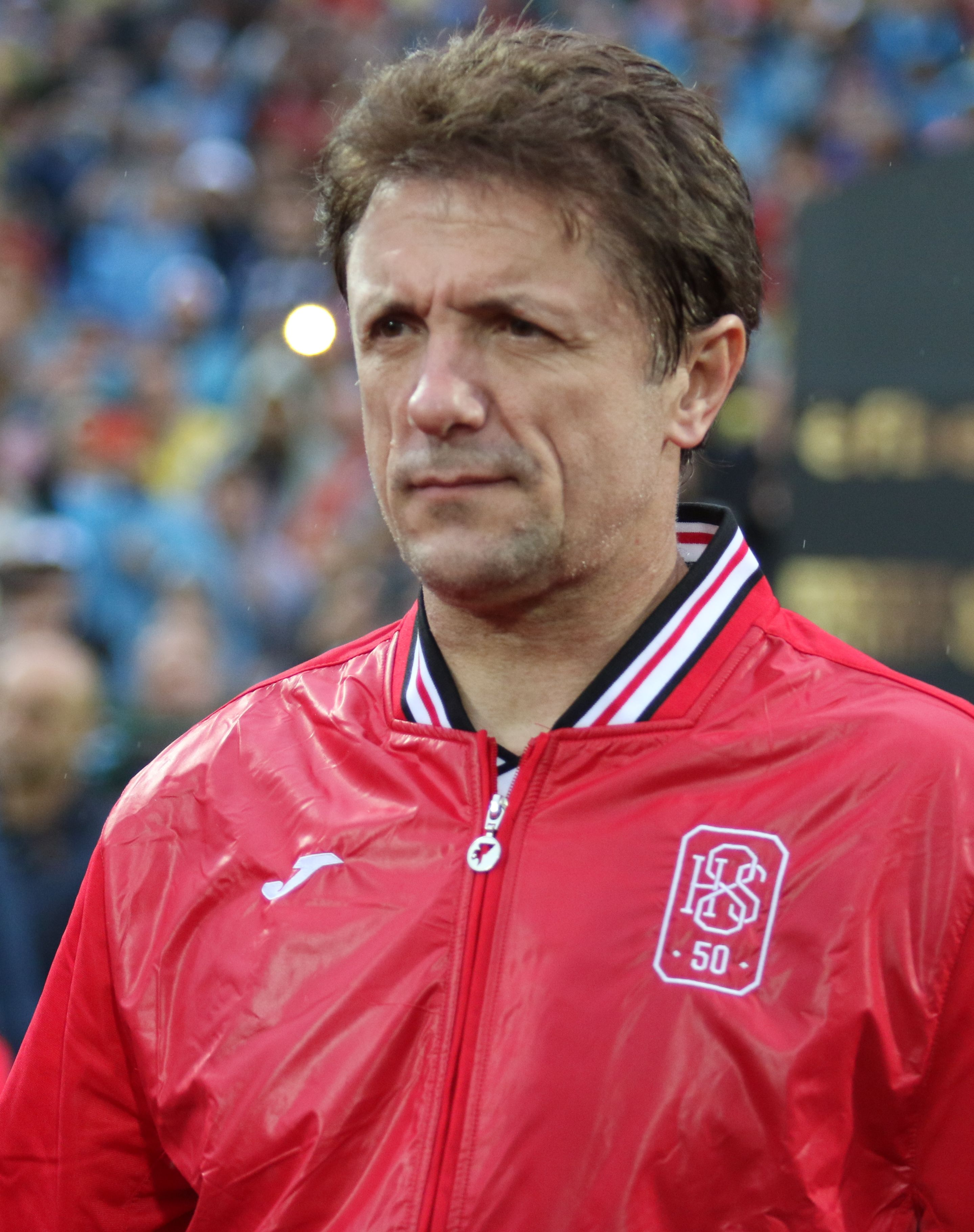
Gheorghe Popescu, unul dintre fondatorii "Noii Chindii".

Pe 11 august 2010, după despărțirea dintre Ghiorghi Zotic, proprietarul clubului FCM Târgoviște, și Municipiul Târgoviște și suporteri, Municipalitatea, împreună cu fostul fotbalist Gheorghe Popescu, și în asociere cu fostul arbitru internațional Ion Crăciunescu, au înființat un nou club de fotbal numit FC Chindia. Clubul a fost la început o academie de fotbal, asemănătoare cu modelul Academiei de Fotbal Gheorghe Hagi din cadrul clubului FCV Farul Constanța (din 2019 până în prezent).
După un singur sezon, clubul a promovat în Liga a II-a, dar după un loc șapte la sfârșitul ediției 2011–12 a retrogradat în Liga a III-a. Această retrogradare a creat tensiuni în interiorul clubului, Gheorghe Popescu și Ion Crăciunescu părăsind proiectul. Deținut de Municipiul Târgoviște și Consiliul Județean Dâmbovița, Chindia a revenit în al doilea eșalon după două sezoane, condus de pe bancă de profesorul Nicolae Croitoru. După a doua promovare în Liga a II-a, Chindia a devenit o echipă mai omogenă, formată în mare parte din jucători locali, ca în vremurile anterioare de succes (sfârșitul anilor 1970, începutul anilor 1980 și mijlocul anilor 1990). „Micul Ajax” a obținut locul al treilea, apoi locul al cincilea, înainte de a rata promovarea după un play-off de promovare/menținere cu FC Voluntari, la sfârșitul sezonului 2017–18.

### Superliga României (2019-2023)
În sezonul 2018-2019, Chindia a reușit să își asigure promovarea în prima ligă cu o etapă înaintea încheierii campionatului, prin victoria cu Luceafărul Oradea.
În primul sezon în Superliga României, echipa a trebuit să-și joace meciurile pe teren propriu pe stadionul Ilie Oană din Ploiești, deoarece cel din Târgoviște era impropriu desfășurării jocurilor în primul eșalon. Condusă în continuare de Viorel Moldovan, cel care obținuse promovarea, Chindia a terminat sezonul regulat pe locul 10, la 3 puncte deasupra locului 12 (de baraj) și locului 13 (de retrogradare directă). Play-outul a adus însă rezultate deosebit de slabe, Chindia reușind doar 3 victorii din 12 meciuri în fața contracandidatelor la evitarea retrogradării și a terminat campionatul pe ultimul loc, în ciuda schimbării lui Moldovan cu Emil Săndoi pe banca tehnică. Șansa Chindiei a constat în decizia forurilor organizatoare ale competițiilor de a mări numărul echipelor din Superliga României, în condițiile în care pandemia de COVID-19 din acel an a făcut să nu se poată disputa toate meciurile. Astfel, Chindia a primit șansa unui baraj tur-retur cu echipa de pe locul 3 din Liga a II-a, CS Mioveni, baraj pe care l-a câștigat cu scorul general de 3–1, ceea ce a făcut ca echipa să joace un nou sezon în primul eșalon.
Sezonul următor este unul și mai reușit pentru club, echipa ratând de puțin accederea în play-off, în ultima etapă a sezonului regular. În play-out, echipa a pierdut doar un meci din 9 disputate și termină pe primul loc, loc ce îi asigura prezența în barajul pentru UEFA Europa Conference League 2021-2022, o potențială participare în cupele europene pentru club. Însă, echipa a pierdut semifinala contra echipei Viitorul Constanța cu 2-3, încheind totuși cel mai bun sezon din istoria clubului - locul 7 în prima ligă a țării.
Timp de 4 sezoane pe care le-a disputat în prima ligă (2019-2020, 2020-2021, 2021-2022, 2022-2023), Chindia a fost nevoită să joace meciurile considerate "acasă" pe terenuri străine, uneori chiar pe terenul adversarelor directe, stadionul Eugen Popescu fiind în reconstrucție. 
În sezonul 2022–23, Chindia a început cu Adrian Mihalcea pe banca tehnică, însă acesta a fost demis după unsprezece etape, echipa aflându-se pe ultimul loc în clasament, cu doar trei puncte și fără nicio victorie. El a fost înlocuit de Anton Petrea. Chindia a încheiat sezonul regular pe locul 12, dar a terminat pe locul 15 după meciurile din play-out, revenind astfel în Liga II după patru ani în primul eșalon.
După retrogradare, Dragoș Militaru a fost numit noul antrenor principal, însă a fost demis după doar trei meciuri și înlocuit cu Vasile Miriuță, care a condus echipa până în luna noiembrie, când Chindia se afla pe locul 10, cu doar 17 puncte, la trei puncte distanță de ultimul loc de play-off. Acesta a fost înlocuit de italianul Diego Longo, care a condus echipa până la finalul campaniei 2023–24, încheind sezonul regulat pe locul 9 și pe locul secund în Grupa B a play-out-ului.

## Prezentul
Din vara anului 2025, un proiect ambițios ia naștere la Târgoviște, odată cu preluarea clubului Chindia de către un nou acționar în persoana lui Marius Pavel, care este și proprietar al Barça Academy România. Acest proiect demarat cu ajutorul acționarului principal, are la bază semnarea și derularea unui parteneriat cu clubul FC Barcelona.

## Palmares
- Liga a II-a
  - Câștigătoare (1): 2018-2019
- Liga a III-a
  - Câștigătoare (2): 2010–2011, 2014-2015
  - Locul 2 (1):  2013–2014
- Cupa României
  - Sferturi de finală:  2020-2021, 2021-2022

## Parcursul competițional
| Sezon   | Nivel | Divizie            | Loc      | Cupa României |
| ------- | ----- | ------------------ | -------- | ------------- |
| 2024–25 | 2     | Liga a II-a        | TBD      | TBD           |
| 2023–24 | 2     | Liga a II-a        | 9        | Faza grupelor |
| 2022–23 | 1     | SuperLiga României | 15 (R)   | Faza grupelor |
| 2021–22 | 1     | Liga I             | 13 (O)   | Sferturi      |
| 2020–21 | 1     | Liga I             | 7        | Sferturi      |
| 2019–20 | 1     | Liga I             | 14 (O)   | Șaisprezecimi |
| 2018–19 | 2     | Liga a II-a        | 1 (C, P) | Șaisprezecimi |
| 2017–18 | 2     | Liga a II-a        | 3        | Optimi        |

| Sezon   | Nivel | Divizie                      | Loc      | Cupa României |
| ------- | ----- | ---------------------------- | -------- | ------------- |
| 2016–17 | 2     | Liga a II-a                  | 5        | Șaisprezecimi |
| 2015–16 | 2     | Liga a II-a (Seria a II-a)   | 3        | Turul patru   |
| 2014–15 | 3     | Liga a III-a (Seria a III-a) | 1 (C, P) | Șaisprezecimi |
| 2013–14 | 3     | Liga a III-a (Seria a IV-a)  | 2        | Șaisprezecimi |
| 2012–13 | 2     | Liga a II-a (Seria I)        | 12 (R)   | Turul patru   |
| 2011–12 | 2     | Liga a II-a (Seria a II-a)   | 7        | Turul cinci   |
| 2010–11 | 3     | Liga a III-a (Seria a III-a) | 1 (C, P) |               |

## Stadion
Cu o capacitate de aproximativ 8.400 de locuri, toate pe scaune, stadionul Eugen Popescu găzduiește în prezent meciurile de fotbal ale echipei Chindia Târgoviște. Stadionul a fost reconstruit în perioada iulie 2019 - mai 2023 și inaugurat pe 19 mai 2023. Are în dotare o instalație de nocturnă cu tehnologie led, tribune acoperite, gazon natural cu instalație de degivrare, acces prin turnicheți, supraveghere video și 2 tabele multimedia. Stadionul dispune de o parcare proprie cu aproximativ 350 de locuri.  
Începând cu anul 2026, Chindia Târgoviște își va putea juca meciurile de acasă pe un nou stadion, Dâmbovița Arena (12.402 locuri) aflat în prezent într-o fază avansată de construire. 

## Suporteri
Chindia Târgoviște are un important grup de susținători în oraș și, de asemenea, în județul Dâmbovița, majoritatea dintre aceștia fiind susținătorii din trecut ai FCM Târgoviște.

### Rivalități
Chindia nu are multe rivalități importante, totuși, una locală între vechiul FCM și Flacăra Moreni s-a născut înainte de 1989, când clubul din Moreni a avut sprijinul regimului comunist. Meciuri tensionate și chiar incidente au fost observate de-a lungul timpului și în meciurile cu Petrolul Ploiești și, chiar dacă între cele două cluburi nu este o rivalitate acerbă, suporterii nu sunt foarte prietenoși între ei.
O rivalitate neobișnuită a apărut, de asemenea, între 2010 și 2015, când, cu ocazia a șase meciuri, Chindia a jucat împotriva vechii echipe, FCM Târgoviște, primul club al orașului, mutat la Șotânga la acea vreme. Această întâlnire a fost similară cu derby-uri precum ASU Politehnica Timișoara vs ACS Poli Timișoara sau CS Universitatea Craiova vs FC U Craiova 1948, entități care afirmă că sunt succesorii acelorași echipe.

## Jucători
La 25 iulie 2025.
| Nr. |            | Poziție | Jucător                     |
| --- | ---------- | ------- | --------------------------- |
|     | România    | P       | Mario Contra⁠(d)             |
|     | România    | A       | Daniel Constantin Florea⁠(d) |
|     | Italia     | M       | Roberto Romeo⁠(d)            |
|     | România    | F       | Marius Martac⁠(d)            |
|     | Muntenegru | A       | Sergej Grubač⁠(d)            |
|     | România    | M       | Iulian Roșu                 |

| Nr. |         | Poziție | Jucător                    |
| --- | ------- | ------- | -------------------------- |
|     | România | F       | Cornel Dinu                |
|     | România | F       | Lucian Acasandrei⁠(d)       |
|     | România | M       | Marian Cristinel Șerban⁠(d) |
|     | România | F       | Mihai Daniel Leca          |
|     | România | F       | Adrian Ioniță⁠(d)           |
|     | România | M       | Cosmin Atanase⁠(d)          |

## Foști antrenori
- Nicolae Croitoru
- Viorel Moldovan
- Emil Săndoi
- Adrian Mihalcea
- Anton Petrea
- Dragoș Militaru
- Vasile Miriuță
- Diego Longo
- Marin Vătavu
- Costel Pană

## Conducerea tehnică
Lista actualizată la data de 05.07.2025